# Divice (zámek)
Divice jsou tvrz přestavěná na zámek ve stejnojmenné vesnici v okrese Louny. Tvoří ji dominantní čtverhranná věž a jednopatrové křídlo upravené na hospodářskou budovu. Od roku 1964 je chráněna jako kulturní památka.

## Historie
Panské sídlo v Divicích je v písemných pramenech poprvé zmíněno v roce 1318, kdy patřilo vladykům Onešovi, Juříkovi a Vratislavovi. Na tvrz, jejíž dominantou byla mohutná věž, jej přestavěl až Léva z Divic, který je jako majitel vesnice uveden roku 1346. Jeho potomkům patřila až do roku 1481, ale o rok později již Divice patřily Zikmundu Fremutovi z Krásného Dvora. Po něm se během krátké doby vystřídali tři majitelé: Jiřík Osterský ze Sulevic (1512), Jan z Kauče (1513) a Jan Hrzek ze Mšena (1515), který panství prodal Jiřímu z Lobkovic († 1534). Po něm ji zdědili jeho synové Děpolt a Jindřich, který nechal tvrz po roce 1560 přestavět na renesanční zámek. Přestavba zřejmě byla velmi nákladná a Jindřichův nástupce Děpolt mladší se kvůli ní zadlužil, a byl přinucen rozprodávat majetek, aby získal prostředky na splátky dluhů. Přesto musel tvrz roku 1596 prodat Janovi ze Šelmberka, který však o rok později zemřel. Dědictví získali Jan Rudolf a Kryštof Jaroslav Trčka z Lípy. Museli však vyplatit 4 500 kop míšeňských grošů Maxmiliánu Lvu z Rožmitálu a Janu Zbyňkovi Zajíci z Hazmburka, se kterými vedli o dědictví spor. Již v roce 1601 však vesnici koupil Kryštof z Lobkovic, jehož rodu patřila do roku 1656. Tehdy ji museli Lobkovicové pro velké dluhy prodat Janu Vilému Vogtovi z Hunoldtsteina.
Dalšími majiteli se stali Jan z Cron a jeho potomci a Arnošt Gotfried Schütz z Leypodsheimu, ale na divickém zámku už žili pouze úředníci. Celé panství tvořily vesnice Vinařice, Solopysky, Kozojedy, Třeboc, Horní Ročov, Konětopy a Markvarec. V roce 1720 po Schützech zámek zdědil Karel Daniel Pachta z Rájova, ale jeho potomci bydleli na cítolibském zámku. Pachtům panství patřilo až do roku 1797, kdy je od nich koupil Jakub Wiemmer a od něj o pět let později kníže Josef ze Schwarzenberku. Zámek byl již tehdy ve velmi špatném stavu, a proto byly budovy zámku a pivovaru, které stály jižně od věže, v roce 1810 zbořeny. Schwarzenberkům patřil dvůr až do roku 1924. Od roku 1950 ho využívalo divické jednotné zemědělské družstvo, které roku 1956 nechalo věž zastřešit a opravit.
Zchátralá památka byla roku 1992 vrácena v restituci Jiřímu Kočárkovi, jehož dědeček usedlost koupil v dražbě. K tvrzi dále patří přilehlý sad s rybníkem, který od roku 2017 prochází obnovou. Od roku 2016 je tvrz opět v soukromých rukách společnosti Studia Dva, majitelé pořádají na tvrzi kulturní akce a usilují o její obnovu.

## Stavební podoba
Ve čtrnáctém století byla základem tvrze věž obehnaná hradbou. Při přestavbě po roce 1560 získaly budovy včetně věže renesanční sgrafitové omítky. Věž má tři patra a v každém z nich jednu místnost. Okna v hlubokých výklencích s kamennými sedátky jsou hladká a obdélná. Místnost v prvním patře má okna i strop upravené v barokním slohu. Z místnosti ve druhém patře, kde se částečně zachovalo 38 malovaných erbů, vede malý renesanční portál na schodiště v síle zdi. K věži přiléhá jednopatrové barokní křídlo upravené k hospodářským účelům.